# TFAP2C
TFAP2C (англ. Transcription factor AP-2 gamma) – білок, який кодується однойменним геном, розташованим у людей на короткому плечі 20-ї хромосоми. Довжина поліпептидного ланцюга білка становить 450 амінокислот, а молекулярна маса — 49 177.
| 10         |  | 20         |  | 30         |  | 40         |  | 50         |
| ---------- |  | ---------- |  | ---------- |  | ---------- |  | ---------- |
| MLWKITDNVK |  | YEEDCEDRHD |  | GSSNGNPRVP |  | HLSSAGQHLY |  | SPAPPLSHTG |
| VAEYQPPPYF |  | PPPYQQLAYS |  | QSADPYSHLG |  | EAYAAAINPL |  | HQPAPTGSQQ |
| QAWPGRQSQE |  | GAGLPSHHGR |  | PAGLLPHLSG |  | LEAGAVSARR |  | DAYRRSDLLL |
| PHAHALDAAG |  | LAENLGLHDM |  | PHQMDEVQNV |  | DDQHLLLHDQ |  | TVIRKGPISM |
| TKNPLNLPCQ |  | KELVGAVMNP |  | TEVFCSVPGR |  | LSLLSSTSKY |  | KVTVAEVQRR |
| LSPPECLNAS |  | LLGGVLRRAK |  | SKNGGRSLRE |  | KLDKIGLNLP |  | AGRRKAAHVT |
| LLTSLVEGEA |  | VHLARDFAYV |  | CEAEFPSKPV |  | AEYLTRPHLG |  | GRNEMAARKN |
| MLLAAQQLCK |  | EFTELLSQDR |  | TPHGTSRLAP |  | VLETNIQNCL |  | SHFSLITHGF |
| GSQAICAAVS |  | ALQNYIKEAL |  | IVIDKSYMNP |  | GDQSPADSNK |  | TLEKMEKHRK |
|            |  |            |  |            |  |            |  |            |

A: Аланін

C: Цистеїн

D: Аспарагінова кислота

E: Глутамінова кислота

F: Фенілаланін

G: Гліцин

H: Гістидин

I: Ізолейцин

K: Лізин

L: Лейцин

M: Метіонін

N: Аспарагін

P: Пролін

Q: Глутамін

R: Аргінін

S: Серин

T: Треонін

V: Валін

W: Триптофан

Кодований геном білок за функціями належить до активаторів, фосфопротеїнів. 
Задіяний у таких біологічних процесах, як транскрипція, регуляція транскрипції, альтернативний сплайсинг. 
Білок має сайт для зв'язування з ДНК. 
Локалізований у ядрі.